# Coprinus cardiasporus
Coprinus cardiasporus är en svampart som tillhör divisionen basidiesvampar, och som beskrevs av Harold (Bohn) Bender. Coprinus cardiasporus ingår i släktet Coprinus, och familjen Agaricaceae. Arten har ej påträffats i Sverige.